# 고난 철도
고난 철도 주식회사(일본어: 弘南鉄道)는 일본 아오모리현 히로사키시를 중심으로 해서 고난 선 · 오와니 선의 2개의 철도 노선을 운영하는 일본의 철도회사이다. 본사는 일본 아오모리 현 히라카와시에 소재해 있다.
예전에는 버스 사업도 행했었지만 1941년에 분사화 해서, 현재는 철도 사업만을 행하고 있다. 오와니 선은 히로사키 전기 철도로서 개업했던 노선으로, 1970년에 양도를 받아서 고난 철도의 노선이 되었다. 또한, 특정 지방 교통선으로 지정되었던 구) 일본국유철도 구로이시 선을 1984년에 승계했지만, 1998년에 폐지했다.

## 노선
- 고난 선
- 오와니 선

## 같이 보기
- 일본의 철도 회사 목록